# Henning Bjerregaard
Henning Bjerregaard (født 6. marts 1927 i Aarhus, død 9. oktober 2014 i Helsingør) var en dansk reklamekonsulent og fodboldspiller, der var angriber på AGF’s guldalderhold i 1950'erne og var med til at vinde det danske mesterskab to gange (1955 og 1956) og DBU’s landspokalturnering i 1955.

## Karriere
Henning Bjerregaard spillede først i AGF fra 1946-1950 og vandt tre DM-bronzemedaljer. Skiftede så til B93 og blev topscorer i 1. division i sin første sæson. Da B93 rykkede ned i 1954 flyttede han tilbage til Aarhus og blev den efterfølgende sæson, hvor AGF vandt DM-guld, holdets topscorer med 15 mål. Han var flere gange matchvinder i de afgørende kampe. Han scorede blandt andet sejrsmålet til 3-2 i sidste spillerunde mod AB i Idrætsparken 5. juni 1955. Sejren betød, at AGF vandt sit første danske mesterskab. Fire dage senere blev han den første målscorer i den første danske pokalfinale, som AGF vandt over Aalborg Chang med 4-0.
Henning Bjerregaard nettede sæsonen efter otte gange, da AGF igen vandt DM, men skiftede herefter tilbage til B93. I 1958 scorede han på sidste spilledag sejrsmålet mod Næstved IF. Sejren betød, at B93 rykkede op i 1. division. Henning Bjerregaards karriere sluttede i august 1959, da han var involveret i en trafikulykke ved Hørsholm i Nordsjælland. Påvirket af alkohol faldt han i søvn ved rattet i sin bil og dræbte 2 unge udenlandske studerende på en scooter. Sagen indbragte Henning Bjerregaard, som slap uskadt,, et års ubetinget fængsel. 
Henning Bjerregaard opnåede en enkelt landskamp. Det var i 1954 mod Schweiz.